# Massimo Bognanni
Massimo Bognanni (* 1984 in Hückeswagen) ist ein deutscher Investigativjournalist, Bestseller- und Filmautor. Als Reporter des WDR-Investigativteams ist er seit November 2017 auch Teil der Recherchekooperation von WDR, NDR und Süddeutscher Zeitung. Zuvor war er jahrelang Reporter im Investigativteam des Handelsblatts. Bognanni wurde für seine Arbeiten vielfach ausgezeichnet, unter anderem mit dem Deutschen Fernsehpreis 2020 (Beste Dokumentation), dem Axel-Springer-Preis 2015 (Überregionale Beiträge) und dem Ludwig-Erhard-Preis 2016 (Förderpreis).

## Leben und berufliche Laufbahn
Bognanni wurde 1984 in Hückeswagen geboren und startete seine Zeitungslaufbahn als Zusteller, bevor er mit 14 Jahren als freier Mitarbeiter der Bergischen Morgenpost begann. Nach dem Abitur besuchte er die Kölner Journalistenschule für Politik und Wirtschaft und erhielt an der Universität zu Köln sein Diplom in Politologie.
Für den Stern sammelte er als Freiberufler erste Erfahrungen in investigativer Recherche. Er arbeitete undercover bei Rewe, um dortige Lohndumpingmethoden aufzudecken und durfte in der ARD-Sendung Günther Jauch vor einem Millionenpublikum mit der damaligen Arbeitsministerin Ursula von der Leyen über seine Recherchen diskutieren. 2012 reiste Bognanni mit einem Flüchtenden durch Italien, um die Kritik an der Dublin-II-Verordnung zu verstehen und recherchierte das Schicksal einer Schülerin aus einer Hartz-IV-Familie, die Verdienste aus ihrem Ferienjob nicht behalten durfte – was letztlich zu einer Gesetzesänderung führte.
Im Frühjahr 2012 startete er als Reporter beim Handelsblatt, ab Januar 2014 kümmerte er sich vom Investigativ-Team aus vor allem um die dunkleren Ecken der Wirtschaftswelt. Mit Kollegen recherchierte er etwa die gefährlichen Geschäfte des TÜV, beschrieb wie Versicherungen ihre Kunden mit Privatdetektiven ausspähen, schilderte, wie die größte Yogakette Europas unter dem Deckmantel der Gemeinnützigkeit Millionen erwirtschaftet. Vom Investigativ-Team aus ging er zahlreichen Anlegerskandalen auf dem grauen Kapitalmarkt nach, folgte der Millionenspur des gefallenen Managerstars Thomas Middelhoff, über den er auch eine Biografie veröffentlichte, zudem deckte er mit Sönke Iwersen einen Korruptionsskandal auf dem Hauptstadtflughafen Berlin auf.
Nach einem kurzen Ausflug zum Manager Magazin arbeitete er bis Oktober 2017 für das Handelsblatt.
Seit November 2017 recherchiert er für das Investigativteam des Westdeutschen Rundfunks und ist Mitglied des Rechercheverbundes aus WDR, NDR und Süddeutscher Zeitung. Neben zahlreichen Enthüllungen über den Cum-Ex-Steuerskandal veröffentlichte er 2021 gemeinsam mit Petra Nagel und Michael Wech die ARD-Dokumentation „Der Milliardenraub. Eine Staatsanwältin jagt die Steuer-Mafia“. Der Dokumentarfilm „Die Berater der Reichen und Mächtigen“ aus dem Jahr 2019, an der er ebenfalls als Autor mitwirkte, wurde mit dem Deutschen Fernsehpreis ausgezeichnet.
Im Frühjahr 2022 erschien im dtv-Verlag Bognannis Buch über den Cum-Ex-Skandal „Unter den Augen des Staates“, das es gleich in der ersten Woche auf die Spiegel-Bestsellerliste schaffte.

## Veröffentlichungen
- Made in Germany: Große Momente der deutschen Wirtschaftsgeschichte, mit Sven Prange, Campus, ISBN 3-593-50590-8
- Middelhoff: Abstieg eines Star-Managers, Campus, ISBN 3-593-50752-8
- Unter den Augen des Staates: Der größte Steuerraub in der Geschichte der Bundesrepublik, dtv, ISBN 3-423-28306-8

## Filmografie
- 2019: Die unheimliche Macht der Berater, mit Petra Nagel, Michael Wech, Georg Wellmann, Petra Blum, ARD
- 2021: Der Milliardenraub. Eine Staatsanwältin jagt die Steuermafia, mit Petra Nagel, Michael Wech, ARD
- 2022: Suisse Secrets. Schmutziges Geld, mit Lisa Maria Hagen, Julia Wacket, Johannes Jolmes, Benedikt Strunz, Antonius Kempmann, ARD

## Auszeichnungen (Auswahl)
- 2012: „Top 30 bis 30“, Medium Magazin[16]
- 2014: Heinrich-Heine-Journalistenpreis[17]
- 2015: Axel-Springer-Preis für junge Journalisten[5]
- 2016: Ludwig-Erhard-Preis für Wirtschaftspublizistik (Förderpreis)[6]
- 2020: Deutscher Fernsehpreis[4]